# Anne Gwynne
Anne Gwynne' (tên lúc sinh Marguerite Gwynne Trice, sinh ngày 10 tháng 12 năm 1918 - mất ngày 31 tháng 3 năm 2003) là một nữ diễn viên điện ảnh Mỹ vào những năm 1940. Được biết đến như là một trong những nữ hoàng gào thét đầu tiên vì những vai diễn trong các bộ phim kinh dị của cô, người mẫu-diễn viên này cũng là một trong những người có những bức ảnh đẹp nổi tiếng nhất của thế chiến II. Bà là bà ngoại của diễn viên Chris Pine.

## Nghề nghiệp
Gwynne sinh ra ở Waco, Texas, con gái của Pearl (nhũ danh Guinn) và Jefferson Benjamin Trice, một nhà sản xuất hàng may mặc. Sau khi gia đình chuyển tới St. Louis, Missouri, cô theo học trường Stephens College, nơi cô theo học bộ phim truyền hình.
Trong khi đi cùng cha cô đến một hội nghị ở Los Angeles, Gwynne đã nhận được một mô hình công việc cho Quần áo bơi Catalina. Cô sớm bắt đầu diễn xuất trong các rạp chiếu nhỏ và xuất hiện trong một tờ báo và một chương trình từ thiện. Tháng 6 năm 1939, cô ký hợp đồng với Universal và ngay lập tức được đưa vào làm việc tại Unexpected Father..
Universal đã diễn trong nhiều thể loại khác nhau bao gồm phim noir và hài kịch. Cô đã làm một số nghệ sĩ phương Tây tại phòng thu, trong đó có hai cô được đánh giá là một trong số những dự án yêu thích của cô, Men of Texas với Robert Stack và Broderick Crawford và Ride 'Em Cowboy with Abbott and Costello. (cả hai đều vào năm 1942). Cô được các fan hâm mộ kinh hoàng nhớ đến công việc của mình trong một số bức ảnh được thực hiện vào những năm 1940. Bộ phim kinh dị đầu tiên của cô là Black Friday, trong đó cô đã vào vai con gái của Boris Karloff. Nhà Frankenstein (1944) là bức tranh kinh dị cuối cùng cô đã đóng ở Universal.
Gwynne là một nhà tiên phong của truyền hình, xuất hiện trong bộ phim truyền hình đầu tiên của ông, Công tố viên (1947-48); Bà là thành viên của ban nhạc thường xuyên, đóng Pat Kelly, thư ký của Bộ Tư pháp quận.

## Cuộc sống cá nhân
Gwynne kết hôn với Max M. Gilford vào năm 1945. Hai vợ chồng có hai con, Gregory và Gwynne, một nữ diễn viên. Gwynne Gilford của trẻ em là nữ diễn viên Katherine Pine và nam diễn viên Chris Pine. Gwynne qua đời vào ngày 31 tháng 3 năm 2003 sau đột qu following sau khi phẫu thuật tại Bệnh viện Quốc gia Motion Picture ở Woodland Hills, California.

## Phim đã tham gia diễn xuất
- Unexpected Father (1939)
- Bad Man from Red Butte (1940)
- Black Friday (1940)
- Flash Gordon Conquers the Universe (1940)
- The Green Hornet (1940)
- Tight Shoes (1941)
- The Black Cat (1941)
- Nice Girl? (1941)
- Washington Melodrama (1941)
- The Strange Case of Doctor Rx (1942)
- Broadway (1942)
- Ride 'Em Cowboy (1942)
- Sin Town (1942)
- We've Never Been Licked (1943)
- Frontier Badmen (1943)
- House of Frankenstein (1944)
- Weird Woman (1944)
- The Glass Alibi (1946)
- Fear (1946)
- Dick Tracy Meets Gruesome (1947)
- The Ghost Goes Wild (1947)
- Killer Dill (1947)
- Arson, Inc. (1949)
- Call of the Klondike (1950)
- Teenage Monster (1958)
- Adam at 6 A.M. (1970)